# 日本とベラルーシの関係
日本とベラルーシの関係（にほんとベラルーシのかんけい、ベラルーシ語: Беларуска-японскія адносіны、英語: Belarus–Japan relations） では、日本とベラルーシの関係について概説する。

## 両国の比較
|                   | ベラルーシ                    | 日本                           | 両国の差                   |
| ----------------- | ----------------------------- | ------------------------------ | -------------------------- |
| 人口              | 946万6856人（2019年）         | 1億2626万人（2019年）          | 日本はベラルーシの約13.3倍 |
| 国土面積          | 20万7600 km²                  | 37万7972 km²                   | 日本はベラルーシの約1.8倍  |
| 人口密度          | 47 人/km²（2018年）           | 347 人/km²（2018年）           | 日本はベラルーシの約7.4倍  |
| 首都              | ミンスク                      | 東京都                         |                            |
| 最大都市          | ミンスク                      | 東京都区部                     |                            |
| 政体              | 大統領制 共和制               | （民主制）議院内閣制           |                            |
| 公用語            | ベラルーシ語 ロシア語         | 日本語（事実上）               |                            |
| 通貨              | ベラルーシ・ルーブル          | 日本円                         |                            |
| 国教              | なし                          | なし                           |                            |
| 国家元首          | ベラルーシ大統領              | なし                           |                            |
| 人間開発指数      | 0.808                         | 0.919                          |                            |
| 民主主義指数      | 2.48                          | 7.99                           |                            |
| GDP（名目）       | 630億8045万米ドル（2019年）   | 5兆819億6954万米ドル（2019年） | 日本はベラルーシの約80.6倍 |
| 一人当たり名目GDP | 6663.3米ドル（2019年）        | 40246.9米ドル（2019年）        | 日本はベラルーシの約6倍    |
| GDP（購買力平価） | 1893億926万米ドル（2019年）   | 5兆5043億3091米ドル（2019年）  | 日本はベラルーシの約29.1倍 |
| 一人当たり実質GDP | 19997.1米ドル（2019年）       | 43593.5米ドル（2019年）        | 日本はベラルーシの約2.2倍  |
| 経済成長率        | 1.2%（2019年）                | 0.7%（2019年）                 |                            |
| 軍事費            | 7億8009万7075米ドル（2019年） | 476億902万米ドル（2019年）     | 日本はベラルーシの約61倍   |
| 地図              |                               |                                |                            |

## 歴史

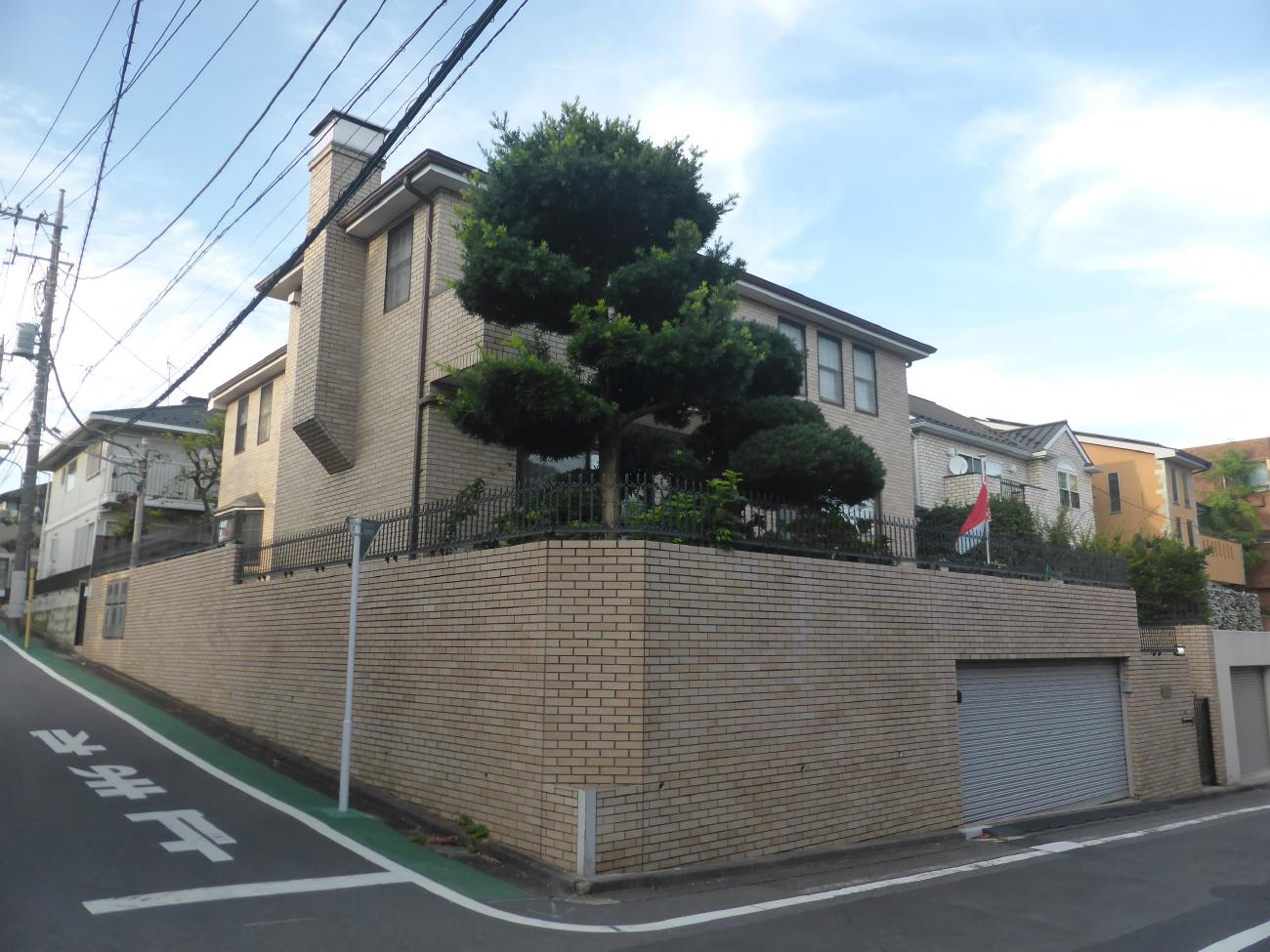
駐日ベラルーシ大使館全景（東京）

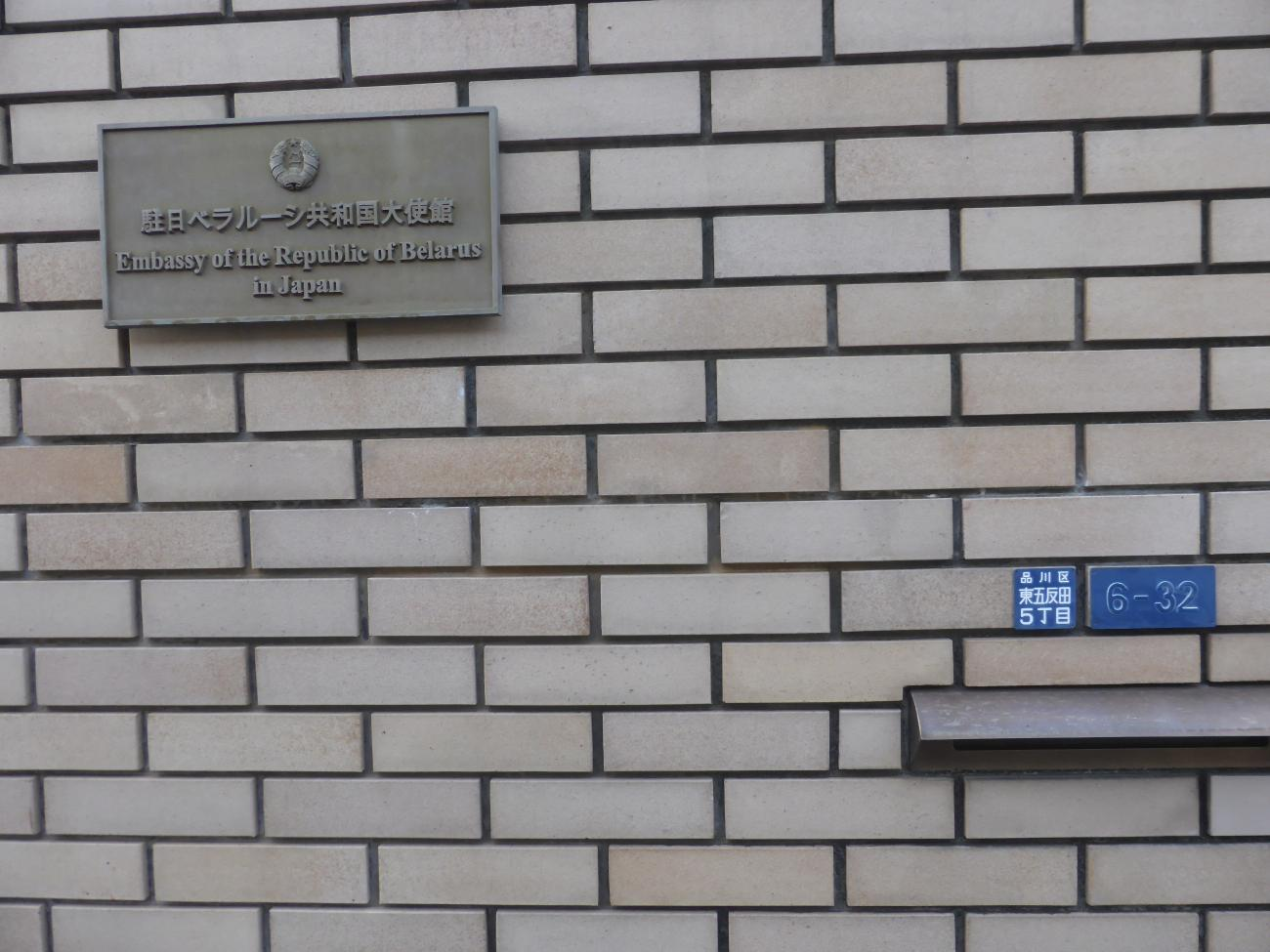
駐日ベラルーシ大使館表札（東京）

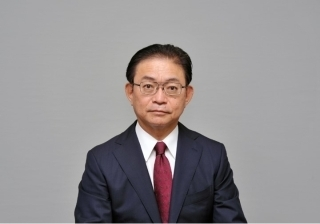
山本広行ベラルーシ駐箚特命全権大使

### 外交史
かつてベラルーシは白ロシア・ソビエト社会主義共和国というソビエト連邦（旧ソ連）の構成国であり、ソ連を介して日本との交流を有していたが、1990年に独立宣言。1991年12月28日には日本はベラルーシを国家承認し、1992年1月26日に外交関係が樹立した。その後、日本側は1993年1月ベラルーシの首都ミンスクに在ベラルーシ日本国大使館を開設し、ベラルーシ側は1995年7月東京に駐日ベラルーシ大使館を開設した。

### 原子力関連の繋がり
1986年4月26日午前1時23分、ソビエト社会主義共和国連邦の構成国、ウクライナ・ソビエト社会主義共和国のチェルノブイリ原子力発電所4号炉で原子力事故「チェルノブイリ原子力発電所事故」が発生した。現場のチェルノブイリは白ロシア・ソビエト社会主義共和国との境界線近くであり、現ベラルーシ南部のホメリ州など広い地域が被曝した。一方日本では、2011年に東日本大震災を発端として福島第一原子力発電所事故が発生した。両事故はともに国際原子力事象評価尺度（INES）では深刻な事故を示すレベル7に分類された。
この共通点から、原子力関連の交流が生まれた。2011年以降不定期で福島県や仙台市の中高生により構成される訪問団がベラルーシを訪れ、原子力事故からの復興過程を視察している。
また、2012年には「原子力発電所における事故へのその後の対応を推進するための協力に関する日本国政府とベラルーシ共和国政府との間の協定」が両国間で締結された。これは原子力発電所事故関連の情報交換や合同委員会の設置を定めるもので、2013年にはミンスクで第1回日ベラルーシ原発事故後協力合同委員会が、2015年3月には東京で第2回合同委員会が、2015年11月にはミンスクで第3回合同員会が開催された。

## 外交

### 日本要人のベラルーシ訪問
ヨーロッパ諸国の中では、政治体制の違いや歴史的な接点の少なさなどがあり、日本要人のベラルーシ訪問は少ない。しかしながら、2015年5月には外務副大臣の城内実が、2016年4月には外務大臣政務官の山田美樹がチェルノブイリ原発事故後30年追悼式典のためベラルーシを訪問して、関係の深化に努めた。2019年には内閣総理大臣補佐官の薗浦健太郎がベラルーシ外相のウラジーミル・マケイとミンスクで会談を実施し、経済関係の強化を図った。
2019年6月には両国ともに原子力事故を経験した繋がりから、復興大臣の渡辺博道がベラルーシを訪問し、ベラルーシ大統領を務めるアレクサンドル・ルカシェンコと会談を実施した。

### ベラルーシ要人の訪日
2018年5月にはベラルーシ保健大臣のヴァレリー・マラシコが訪日し、外務副大臣の中根一幸と会談を実施した。また、1998年長野オリンピックの際にはアレクサンドル・ルカシェンコが非公式に訪日を実施している。

## 経済関係
日本の対ベラルーシ貿易は輸出32.5億円、輸入は21.6億円となっており、日本の黒字である。主要輸出品目は自動車部品、ガスタービン、タイヤ・ゴム製品、フォークリフトなど工業製品が多く、輸入品目はカリウム肥料やアルミ合金、ガラス繊維製品、医療機器などとなっている。

## 文化関係
両国大使館の広報・文化活動を通じた文化交流が行われている。2013年より、毎年9月～11月にかけてベラルーシ国内を巡回して着物・茶道・華道・書道などの伝統文化からポップ・カルチャーまで紹介する日本文化フェスティバル「日本の秋」を実施。

### 姉妹都市
- 宮城県仙台市 ‐ ベラルーシ・ミンスク

1962年（昭和37年）、日ソ協会の招きによりソ日協会事務局長（S・P・ハーリン）が仙台訪問の際、仙台市とソ連の都市との姉妹都市提携が話題となり、当時白ロシア共和国の首都ミンスクが推薦された。その後、文書・資料の交換などを経て、1973年（昭和48年）4月6日仙台市代表団10名がミンスクを公式訪問、都市提携共同コミュニケを交換し、姉妹都市提携が成立した。2013年には姉妹都市協定締結40周年を迎え、仙台市の高校生がミンスクを親善訪問した。

## 外交使節

### 駐日ベラルーシ大使
- （臨時代理大使）セルゲイ・サエンコフ（1995～1998年）

1. ピョートル・クラウチェンカ（ベラルーシ語版、ロシア語版、英語版）（外務大臣（ベラルーシ語版、ロシア語版、英語版）[42]、1998～2002年、信任状捧呈は4月23日[43]）
  - （臨時代理大使）アナトーリ・ステープシ（2002～2005年）
  - （臨時代理大使）レオニド・バチャノフスキ（2005～2009年）
  - （臨時代理大使）ヴァチェスラーヴ・ベスコースティ（ベラルーシ語版、ロシア語版）（2009～2011年）
2. セルゲイ・ラフマーノフ（ベラルーシ語版）（2011～2016年、信任状捧呈は2012年1月19日[44]）
  - （臨時代理大使）ニコライ・シフツェフ（2016～2017年）
3. ルスラン・イエシン（ベラルーシ語版、ロシア語版）（2017～2022年、信任状捧呈は6月9日[45]）
  - （臨時代理大使）スタニスラフ・ウイッシュネフスキー（2022年）
  - （臨時代理大使）エヴゲーニイ・ラヴリネンコ（2022年～）